# Dipartimento del Chaco
Il dipartimento del Chaco è stato, dal 1973 al 1992 un dipartimento situato nell'omonima regione del Paraguay.
La sua superficie era pari a 36.367 km² e aveva 700 abitanti (dati del censimento 1972), il capoluogo era Mayor Pablo Lagerenza.
In seguito alla riforma amministrativa approvata l'11 giugno 1992 venne unito al dipartimento dell'Alto Paraguay.
Vi fu ucciso nel 1902 l'antropologo italiano Guido Boggiani.